# Freeze
Freeze es un juego de mesa abstracto para dos jugadores sobre un tablero de 8x8 casillas similar al utilizado en ajedrez o damas. Fue diseñado en el año 2001 por Gregory Van Patten.

## Tablero
|       |       |       |       |       |       |       |       |       |  |
|       | a8 xo | b8 oo | c8 xo | d8 oo | e8 xo | f8 oo | g8 xo | h8 oo |  |
| a7 oo | b7    | c7 oo | d7 xo | e7 oo | f7 xo | g7 oo | h7 xo |       |  |
| a6 xo | b6    | c6 xo | d6 oo | e6 xo | f6 oo | g6 xo | h6 oo |       |  |
| a5 oo | b5 xo | c5 oo | d5 xo | e5 oo | f5 xo | g5 oo | h5 xo |       |  |
| a4 xo | b4 oo | c4 xo | d4 oo | e4 xo | f4 oo | g4 xo | h4 oo |       |  |
| a3 oo | b3 xo | c3 oo | d3 xo | e3 oo | f3    | g3 oo | h3 xo |       |  |
| a2 xo | b2 oo | c2 xo | d2 oo | e2 xo | f2    | g2 xo | h2 oo |       |  |
| a1 oo | b1 xo | c1 oo | d1 xo | e1 oo | f1 xo | g1 oo | h1 xo |       |  |
|       |       |       |       |       |       |       |       |       |  |

La particularidad del tablero es su comportamiento toroidal, así, a1 es contigua a a8; b1 lo es con b8, etc. Además a1 es contigua a h1; a2 lo es con h2, etc. Los 2 pares de casillas vacías en la disposición inicial de las fichas se han elegido para ser exactamente opuestas la una de la otra sobre el toroidal resultante. Cada jugador dispone de 30 fichas de su color (normalmente negro para el jugador 1 y rojo para el jugador 2). La posición de salida es la que indica el dibujo.

## Metodología de juego
Las fichas negras mueven primero y desde ese momento los jugadores alternarán sus turnos. No es obligatorio mover en el turno propio, pero siempre es una ventaja el hacerlo.
Cada jugador en su turno coge una de sus propias fichas y la hace saltar sobre una serie de fichas enemigas. Estos saltos se harán ortogonalmente, no en diagonal. Sólo se puede saltar a una ficha enemiga cada vez y la casilla inmediatamente detrás debe estar vacía. La ficha saltada se captura y se retira del tablero. Se puede, aunque no es obligatorio, seguir saltando con la misma pieza sobre otras, las cuales serán igualmente capturadas. En su primera jugada, por ejemplo, Las Negras pueden saltar b1:b7 capturando la ficha blanco en b8.
Una vez que se terminó la serie de saltos, el jugador que movió debe ahora devolver las piezas capturadas al tablero. Cada una de estas fichas enemigas se colocará sobre otra ficha enemiga que ya estuviera sobre el tablero formando así una columna de 2 piezas, llamada Rey. Un Rey nunca puede moverse, pero puede ser capturado. Un Rey capturado suministra 2 piezas que podrán ser usadas para transformar 2 fichas sencillas en 2 nuevos Reyes. A medida que la partida avanza, irá creciendo el número de Reyes inmóviles de ambos colores sobre el tablero.
Pierde el primero que no sea capaz de mover en su turno: estará congelado (freeze).